# 公認スキーパトロール
公認スキーパトロール（こうにんスキーパトロール）は、全日本スキー連盟が公認するスキーパトロールの資格である。スキー場の安全管理を目的としており、コースの管理（コース外や危険個所へのネットの設置等）や怪我人の救護を行う。スキー技術はもちろんのこと、ロープワークや気象の知識、怪我人の搬送技術や応急処置の技術も求められる。あくまでも医療資格ではないため、怪我人発生の際は応急処置を施した後スノーモービルやアキヤボートで搬送し、診療所や救急車へ引き渡す。SAJ公認スキーパトロールは検定を受検し合格することで資格を得ることができる。

## 公認スキーパトロールの業務内容
公認スキーパトロールは、主にスキー場やそれに付随する施設・場所において次の業務を行う。

### 始業点検・コース管理
ゲレンデの状況確認・コースの管理として、実際に滑走を行って雪面の状況・看板の向きや高さ・コース外や危険個所に立ち入らないための規制ロープ・ネット・竹矢来等の設置状況・雪崩発生の可能性がある箇所の確認等をする。

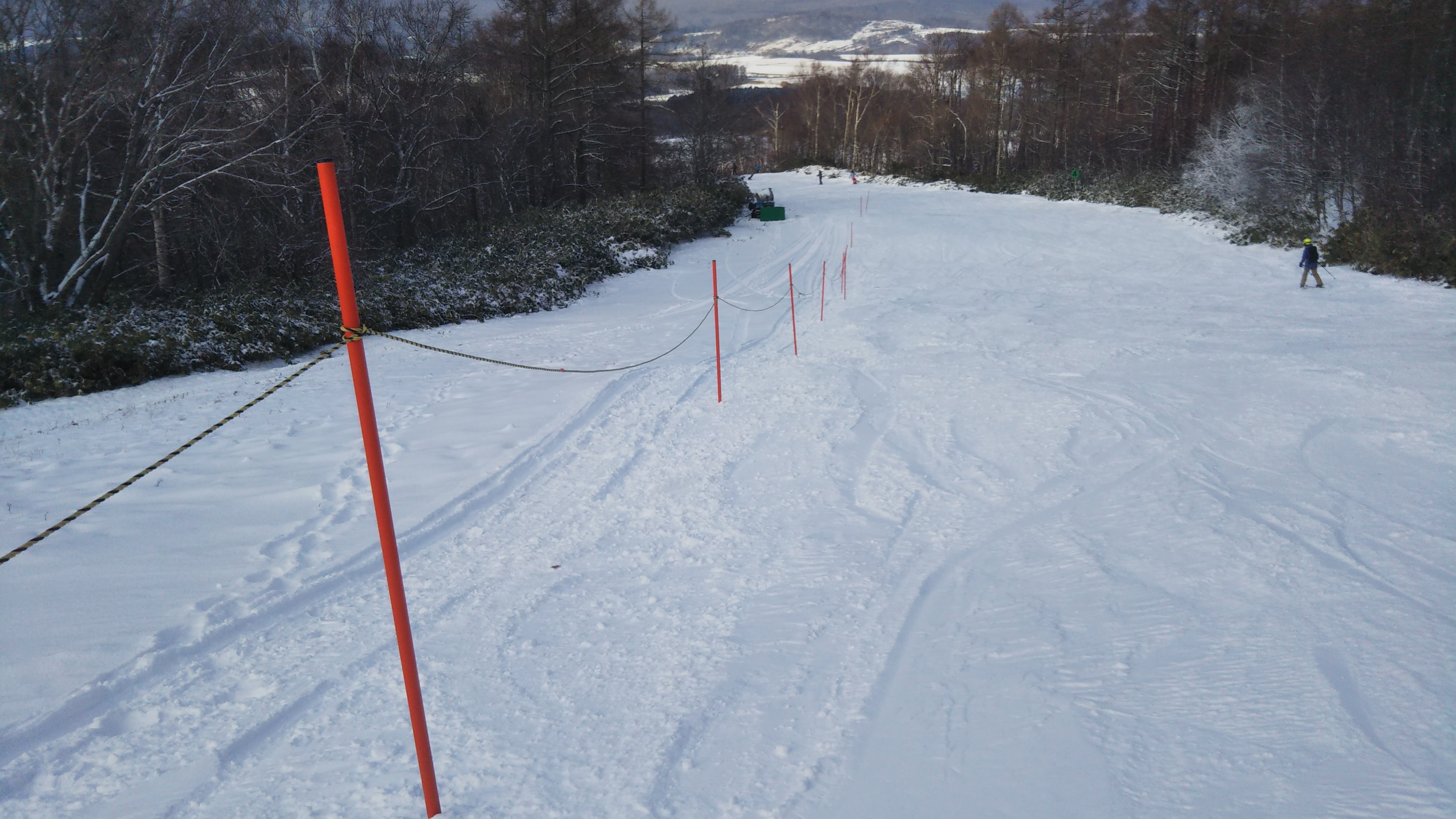
規制ロープ
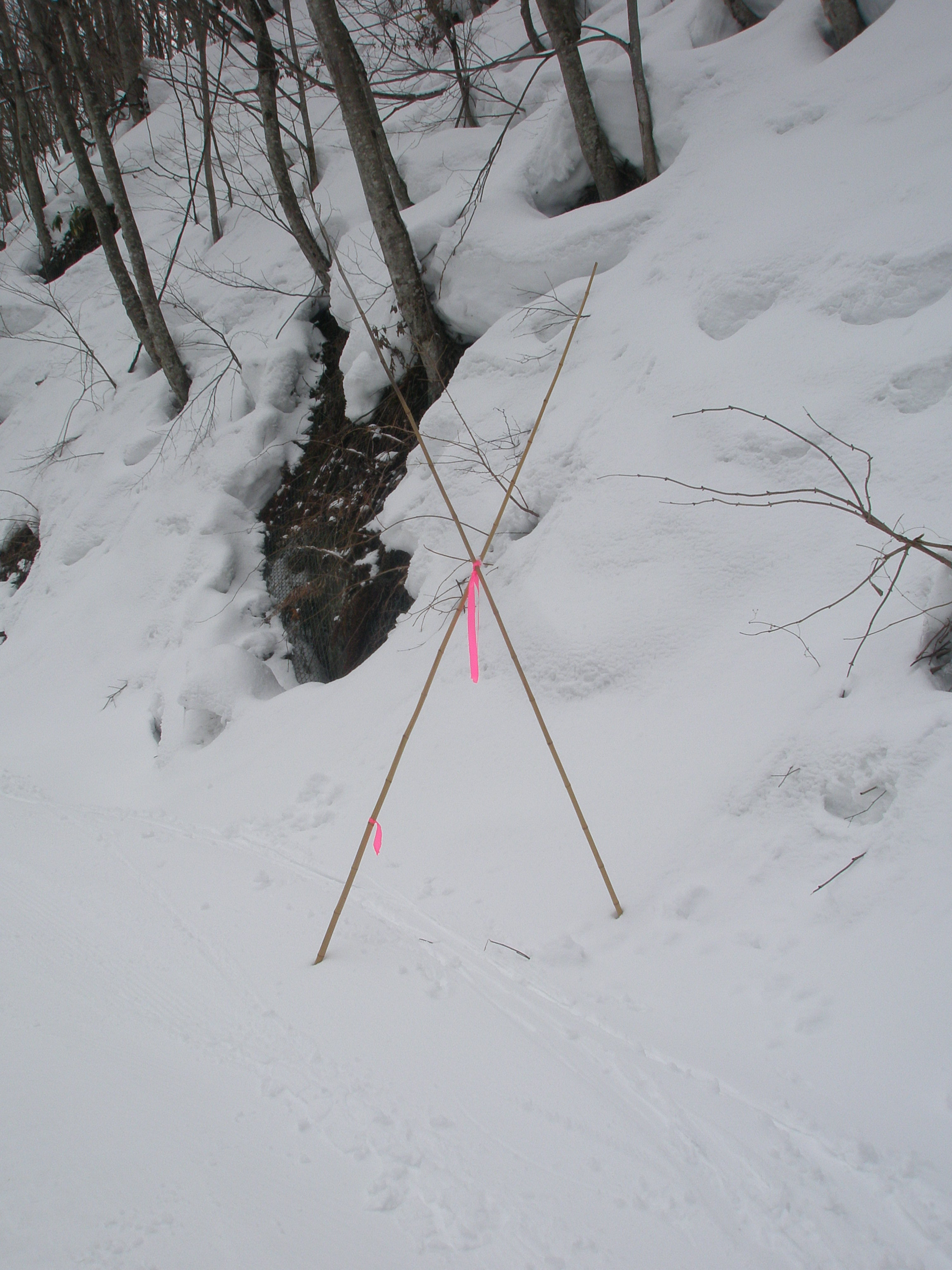
竹矢来（竹製ポール）
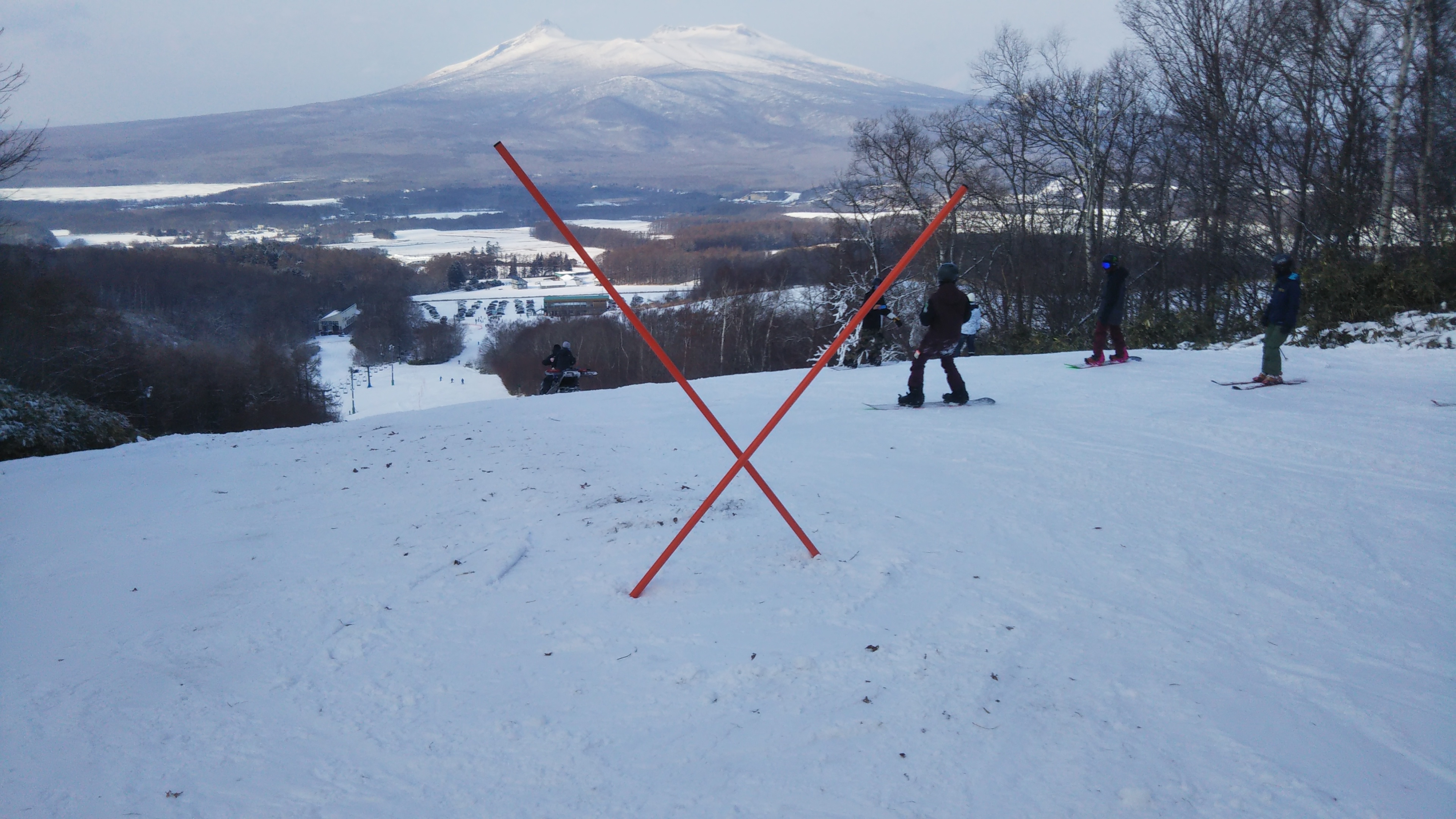
竹矢来（プラスチック製ポール）
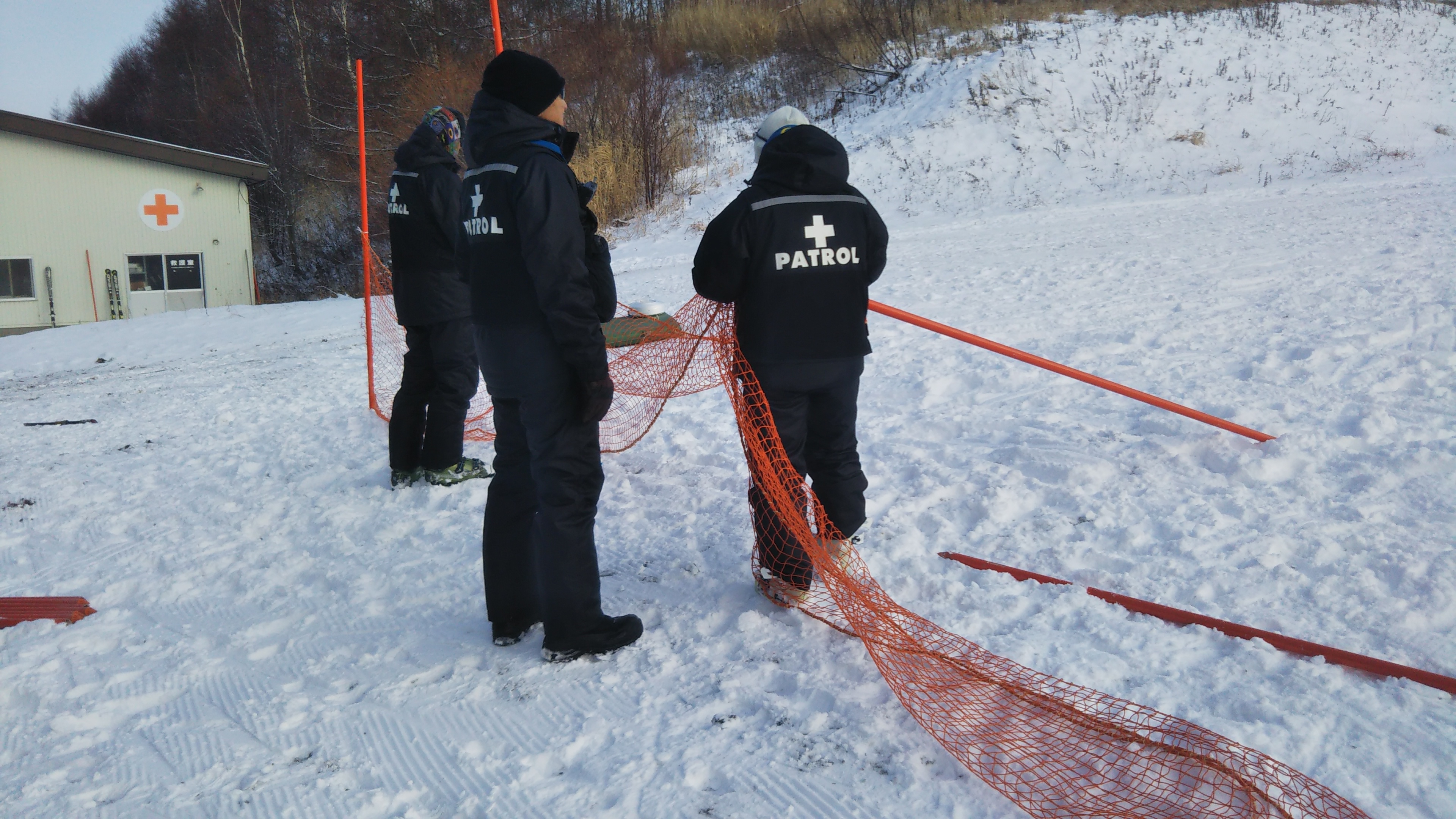
スキーパトロールによるネットの設置

特に、管理区域（ゲレンデ）の内外を問わず管理区域内に影響する雪崩の危険性がある場合は、雪崩の管理（アヴァランチコントロール）として、雪崩による危険が生じる区域の立入禁止措置、雪崩が起きそうな斜面での煙火玉の爆発・スキーカット（新雪斜面の上部をスキーで斜滑降して切れ目を入れる事）をして人工雪崩を起こす措置、人力でスコップ・ワイヤー（特殊なケースでヘリコプター）による雪庇の切り落としなどを講じる。

### 巡視・情報提供・安全マナー指導
気象・コース・積雪状況（特に雪崩の危険性に関するもの）の情報のほか、自然環境に関わらずにスキー場の運営上で提供する必要のある、索道運行状況・事故状況・停電等のスキー場運営自体に影響する情報などを、スキー場内の索道乗車停留場・索道搬器内・コース内案内表示（主に不整地（コブ）や非圧雪斜面のコース入口・傾斜が緩斜面から急斜面に変わる箇所・コース合流地点など）・レストラン・休憩施設等施設の掲示板や場内放送などで広報し、時に放送局・ウェブサイト・SNSなども駆使して、来場中またはこれから来場予定のスキーヤー・スノーボーダーに提供する。
スキー場内を巡視する時は、必要に応じてスキーヤー・スノーボーダーにルールやマナーのアドバイスを行い、時に注意喚起もする。また、巡回中に落とし物（特にチェアリフト下などの立入禁止箇所）の対応等をする事もある。
スキーヤー・スノーボーダー全般への注意喚起や危険事項のアドバイス以外にも、スキー場内の施設情報・観光案内情報などをあらかじめ把握しておき、それらの話題でコミュニケーションを取り、スキーヤー・スノーボーダーに気持ちよくスキー・スノーボードを楽しんでもらう事も、安全管理の面からも有効とされる。

### 事故対応
事故発生時、複数名のスキーパトロールを本部・先発隊・後発隊に分け、現場の状況や傷病者の確認・本部報告・応急手当・不足装備品準備(後発隊による)・傷病者搬送・警察や消防への通報を行う。
公認スキーパトロール自体は医事資格でないため、後述する医事資格所持者を除き、傷病者発生の際は応急処置を施した後にスノーモービルやアキヤボート（傷病者搬送に使う、前後にスキーパトロールが掴まって方向等の操作をするハンドルを取り付けたそり）で搬送し、その後は診療所や救急車へ引き渡す事と、事故発生状況を警察や消防等関係者に通報・報告し、事故内容・事故の当事者に関する連絡先等個人情報などの、事故に関する情報収集を行って記録を残すのが主となる。事故内容の記録を残す理由としては、近年において事故当事者同士等における訴訟の増加を受けて、その記録が場合によって解決に結びつくケースがある事による。
公認スキーパトロールは時に索道（チェアリフト・ゴンドラリフトなど）からの旅客救助や、山岳救助とほとんど同じレベルの救助活動を要するケースもあり、また欧米のスキーパトロール養成システムにおいてロープアクセス（ロープを利用した救助活動）が必須科目である事から、SAJでも現在の「日本スキー教程『安全編』」において各種のロープ操法（ロープワーク）・ロープアクセス・ロープレスキューを記載し、公認スキーパトロール及びその検定受検者はそれらを習得する事が求められている。
公認スキーパトロールがスキー場において救助活動を行う際、救助活動に利用出来るよう、スキー場における全ての雪上車両（圧雪車・スノーモービル等）を乗りこなせるよう、必要な操縦方法を覚え、操作に慣れておく必要もある。

### 国際化への対応
近年のインバウンド需要の高まりから、日本国外からのスキーヤー・スノーボーダーも増加傾向にあり、時にスキーパトロール自身のコミュニケーション能力も問われる事がある。その場合においては、語学力を磨く事が最善ではあるが、外国語表記のスキー場案内プリントを常時所持して、その都度説明する事も有効な方法となる。

### 終業確認・スキー場運営等
スキー場の営業時間終了後に、管理区域（ゲレンデ）内にスキーヤー・スノーボーダーが残っていないかを確認する。これはスキー場の営業時間終了後に、圧雪車などによるゲレンデ整備の際の事故を防ぐために行う。
また、必要上スキー場を運営するための知識も持ち合わせ、上記の通り雪上車両の運転・操縦の知識・技術なども持ち合わせている事から、スキー場スタッフの一員として、主に終業後（積雪・降雪の状況によっては随時）圧雪車によるゲレンデ整備や人工降雪機による降雪作業を行う事があり、時に雪上車両の技術を利用して、フリースタイルスノーボード・フリースタイルスキーに使われるハーフパイプ・ジャンプ台などの作成・整備も行う事がある。

## 公認スキーパトロール検定
スキー技術はもちろんのこと、ロープ操法（ロープワーク）や気象の知識、傷病者の搬送技術や応急処置の技術も求められるため、全日本スキー連盟（以下、SAJ）において公認スキーパトロールとなるための検定制度が設けられている。

### 受検資格
1. SAJの会員であり、級別テスト1級以上を取得している者
2. 赤十字救急法救急員の認定証の交付を受けているか、救急Ⅰ課程修了者（消防学校において、135時間以上の教育を受けた者）、または医師・看護師・救急救命士の資格を有する者
3. 受験する年度[注釈 6]の4月1日時点で20歳以上である者
4. 加盟団体が主催するスキーパトロール養成講習を検定会までに修了し、修了証によって証明された者（修了証の有効期限は3か年とする）

上記2については都道府県連盟等加盟団体により、准看護師も受検資格を有する場合がある。
養成講習は集合講習と自主学習とがあり、内訳は次の通りとなっている。
- 理論講習12時間（集合講習4時間、自主学習8時間）
- 実技講習16時間（集合講習8時間、自主学習8時間）

### 検定内容
検定（理論・実技）の内容は次の通りとなっている。
- スキー実技テスト
  - 基礎種目テスト
  - 搬送種目テスト

主にアキヤボート等を使用した搬送を伴う滑走技術
- 理論テスト
- ロープ操法テスト
- 救急法テスト

理論問題の出題内容はSAJオフィシャルブック・日本スキー教程「安全編」・赤十字救急法講習教本より出題としているが、出題内容の範囲がどうであれ、安全を最優先とする事から、それらの教本中の全内容について把握しておく事が求められている。

### 公認スキーパトロールにおける義務・規定
公認スキーパトロールとなった者については、規定によって以下の義務を負う。
1. スキーパトロールの使命を完遂するため、公認スキーパトロール研修会に2年に1回参加し、修了しなければならない。また、その他の関連研修も積極的に受けるものとする。
2. スキーパトロールは、加盟団体や所属団体の事業には優先的に参加しなければならない。
3. スキー場の常勤・非常勤・ボランティアスキーパトロールは、スキー場の安全管理・安全指導や救護活動に積極的に関与するものとする。
4. その他救護活動等への協力を求められた場合、積極的に関与するものとする。

上記のうち、公認スキーパトロール研修会については2年続けて未修了となった場合、公認スキーパトロールの資格停止となり、スキーパトロール活動が出来なくなる。ただし、資格停止中であっても研修会は受講可能で、その受講修了をもってその修了をもって資格停止が解除となる。これについては、2017年（平成29年）8月22日時点では翌年度からの解除だったが、2020年（令和2年）11月6日に現在の方式に改正された。
公認スキーパトロール資格を取得して20年を経過し（資格停止中及び喪失中を除く）、当該年度の1月1日時点で60歳以上の者で、加盟団体やSAJに顕著な功績がある者は、本人の同意を得た上で加盟団体長の推薦により功労スキーパトロールとして顕彰される。功労スキーパトロールとなった者については上記の公認パトロール研修会の受講を免除される。
次の各号の一つに該当する者は、理事会の決定によって公認スキーパトロールの資格を喪失する。功労スキーパトロールも同様である。
1. 全日本スキー連盟（以下、本連盟）会員登録規定第4条[注釈 11]の規定により、会員の資格を喪失した時
2. 本連盟の規約に違反し、スキーパトロールとしての対面を汚す行為があった時
3. 資格の年次登録料を納期までに納入しない時

資格喪失者については、他のSAJによる公認資格と同様に、SAJが定める「過年度登録者に係る資格再認定規程」に基づいて、次の要件を満たした事を加盟団体が確認し、加盟団体長からの推薦を受ければ資格の再認定を申請することができる。
1. 資格の喪失から1年以内であること。
2. 会員登録を完了していること。
3. 加盟団体長が、再認定を承認していること。

再認定の申請は必要な資格再認定申請料の納付とともに上記1.期間内の3月末日までに行う。申請後は理事会による審議が行われ、再認定された場合の資格は翌年度から有効となる。

## 公認ドクターパトロール
SAJでは公認ドクターパトロールについても規定があり、医事免許を所持したSAJの会員が、加盟団体長の推薦を得る事で資格を取得出来る。
公認スキーパトロールに加えて取得が可能な資格で、医師を含めた医事免許所持者（医師以外については加盟団体が特に必要と定めた者）の資格を有する事から、場合により、法律の定める範囲内において応急処置以上の医療行為も行う事が可能となる。
義務・規定のうち、公認料・会員の喪失・登録料の納期などに関する内容については規程 (PDF) により、おおむね上記に準じた内容を「ドクターパトロール」と言い換えた上で適用される。そのほか、公認スキーパトロール研修会の受講が免除されると定められている。

## 新型コロナウイルス感染症の流行にともなう特別措置
2019年以降の新型コロナウイルス感染症の世界的流行にともなって、政府から2020年2月26日付での「大規模なスポーツや文化イベントなどの中止・延期・規模縮小の要請」を受けた事により、2月27日以降のSAJ主催事業中止が決定し、その期間に開催予定だった検定会や研修会などの中止が相次いだり、後述する赤十字救急法救急員養成講習会の開催の目処が立たなくなった事もあり、2022年度のSAJ公認スキーパトロールの受検や研修会において、次の特別措置などがとられている。
受検
1. 2020年度[注釈 6]にスキーパトロール養成講習を完了している者は、特別措置として有効期限を4か年とする。この場合、2020年度特例措置として、養成講習終了後に受け取った「2020特例措置」チケットを使って、2020年度特例措置対象者である事を加盟団体に確認し、承認を受けてからの申し込みとなる。
2. スキーパトロール検定における、規定された養成講習の時間を終えられなかった受検者への措置として、養成講習の修了時間が不足していても受検可能とし、合格すれば資格を認めるが、このケースで合格した者はスキーパトロール研修を合格直後から2年連続で2回受講し、その後は規定通りに受講して養成講習会未修了の代替と認める。なお、これらに反した場合は判明時点で資格の取り下げを含めた処分を行う可能性がある。
3. 受検資格における申し込み要件のうち、赤十字救急法救急員の認定証の交付については、赤十字救急法救急員養成講習会の再開が2022年度[注釈 6]時点で目処が立たない事から、特例措置として、認定証に替えて検定合格者に付与される赤十字ベーシックライフサポーター認定証（有効期間5年）の交付を受けているか取得見込みである事を要件とする。ただし赤十字救急法救急員養成講習会が再開された時点で速やかに受講し、検定合格後に付与される認定証を加盟団体経由でSAJ事務局にE-mail提出する必要がある。なお、2022年度[注釈 6]時点で提出期限は定められていない。

研修会
1. SAJ公認スキーパトロール研修会のうちで理論については、会場を設けることによる3つの密にともなうクラスター発生や感染拡大が懸念されるため、2022年度はオフィシャルブック（関連書籍を含む）に添付のDVDや、SAJによるYouTubeオフィシャルチャンネル「SNOW JAPAN TV」より公開されている専用動画の閲覧によるeラーニングとして、各年度の実技研修会の受講終了をもって研修会の全てを終了したものとみなしている。
2. 2022年度[注釈 6]時点で、すでに申し込んでいる研修会が中止となった場合、参加費は返還せずにそのままスキーパトロール研修終了の扱いとする特別措置が行われている。

その他
検定会受検や研修会受講のうち、スキー場で行われる実技については感染予防の注意喚起がオフィシャルブック（関連書籍を含む）によって行われているが、各種申し込み要項には感染拡大等により予定の変更及び中止の可能性があることが明記されている上で、オフィシャルサイト等による確認が促されている。